# The Goods – Schnelle Autos, schnelle Deals
The Goods – Schnelle Autos, schnelle Deals (Originaltitel: The Goods: Live Hard, Sell Hard) ist eine US-amerikanische Filmkomödie vom Regisseur Neal Brennan mit den Komikern Jeremy Piven und Ed Helms aus dem Jahr 2009.

## Handlung
Ben Sellecks Gebrauchtwagenhandel, in Temecula, Kalifornien steckt in einer Krise, so dass der Eigentümer den Verkaufsprofi Don Ready zu Hilfe ruft. Dieser ist ein Macho, Frauenheld und vollblütiger Verkaufsprofi. Mit seinem Team reist er an. An einem Verkaufswochenende müssen 211 Autos verkauft werden. Während sie die Verkäufer Sellecks motivieren, haben alle auch noch mit Liebesfreud und Liebesleid zu schaffen. Der bisexuelle Ben Selleck bedrängt Readys Kollegen Brent, Jibby sucht die wahre Liebe und umwirbt eine junge Stripperin, Babs begehrt einen Zehnjährigen, der im Körper eines Erwachsenen lebt und Ready verliebt sich in Sellecks Tochter Ivy. Diese ist jedoch mit dem unerträglichen Paxton verlobt, Sohn des größten Konkurrenten Sellecks und Sänger einer Boygroup.
Ready hatte vor 21 Jahren eine Affäre in Temeluca und er glaubt, seinen Sohn im Autoverkäufer Blake wiederentdeckt zu haben. Er entwickelt väterliche Gefühle und die Sehnsucht, sich niederzulassen. Außerdem versucht er, den Tod seines Mentors McDermott in Albuquerque zu verarbeiten. Wegen einer Frauengeschichte war Ready abgelenkt und hatte McDermotts Fallschirm mit einem Rucksack voller Sexspielzeug vertauscht. McDermott stürzte daraufhin in den Tod. Ready geht auf einen riskanten Deal ein: Gelingt es ihm nicht, alle Autos zu verkaufen, droht Selleck die Insolvenz und die Übernahme durch Paxton. Nach einigen Schicksalwendungen gelingt es den Verkäufern alle Wagen bis auf einen zu verkaufen: Einen Sportwagen aus dem Film Ein ausgekochtes Schlitzohr. Hier zieht Ready alle Register: Es gelingt ihm, den Wagen an seinen Erzrivalen Paxton zu verkaufen. Dieser verlässt daraufhin Ivy.
Im Abspann erfährt man vom weiteren Schicksal der Protagonisten: Fast alle suchen die große Liebe, scheitern jedoch.

## Kritik
Der Film erhielt überwiegend negative Kritiken. auf der Website Rotten Tomatoes hat der Film eine positive Rate von 27 % (basierend auf über 100 Kritiken). Roger Ebert von der Chicago Sun-Times gab dem Film 3 von 4 Sternen.

## Weiteres
Ed Helms und Ken Jeong spielten zusammen in der sehr erfolgreichen Hangover-Trilogie Hauptrollen.